# ФК «Славія» (Прага) в сезоні 1920
Сезон ФК «Славія» (Прага) 1920 — сезон чехословацького футбольного клубу «Славія». У Середньочеській лізі команда посіла шосте місце. В Середньоческому кубку зупинилась у півфіналі.

## Склад команди
| № | Поз. | Нац.           | Гравець             |
| - | ---- | -------------- | ------------------- |
|   | ВР   | Чехословаччина | Беранек             |
|   | ВР   | Чехословаччина | Турек               |
|   | ЗХ   | Чехословаччина | Р. Вальдгегер       |
|   | ЗХ   | Чехословаччина | Карел Нутль         |
|   | ЗХ   | Чехословаччина | Антонін Раценбергер |
|   | ПЗ   | Чехословаччина | Виранський          |
|   | ПЗ   | Чехословаччина | Голий               |
|   | ПЗ   | Чехословаччина | Карел Коваржович    |
|   | ПЗ   | Чехословаччина | Валентин Лоос       |
|   | ПЗ   | Чехословаччина | Франтішек Фіхта     |

| № | Поз. | Нац.           | Гравець        |
| - | ---- | -------------- | -------------- |
|   | НП   | Чехословаччина | Йозеф Бєлка    |
|   | НП   | Чехословаччина | Ян Ванік       |
|   | НП   | Чехословаччина | Заїчек         |
|   | НП   | Чехословаччина | Напрстек       |
|   | НП   | Чехословаччина | Вацлав Прошек  |
|   | НП   | Чехословаччина | Йозеф Седлачек |
|   | НП   | Чехословаччина | Йозеф Чапек    |
|   | НП   | Чехословаччина | Йозеф Шроубек  |
|   | НП   | Чехословаччина | Вацлав Шубрт   |
|   | НП   | Чехословаччина | Йозеф Янік     |
|   | НП   | Чехословаччина | Карел Чипера   |

## Історія
В чемпіонаті команда виступила невдало, посівши лише шосте місце. В кубку вилетіла в півфіналі. Весною «Славія» здійснила поїздку в Іспанію, де провела три матчі з «Барселоною». Також клуб провів ряд матчів проти швейцарських клубів.
За рік було зіграно 51 матч із загальною різницею м'ячів 160:71. Найбільше ігор провели Лоос і Ванік — по 44. 43 гри на рахунку Фіхти. Ванік забив найбільше голів — 54.

## Чемпіонат Чехословаччини
Середньочеська ліга
|    | Турнірна таблиця     | І  | В  | Н | П | МЗ | МП | DR  | О  |
| -- | -------------------- | -- | -- | - | - | -- | -- | --- | -- |
| 1  | Спарта (Прага)       | 11 | 11 | 0 | 0 | 37 | 6  | +31 | 22 |
| 2  | Вршовіце (Прага)     | 11 | 6  | 3 | 2 | 20 | 14 | +6  | 15 |
| 3  | Вікторія (Жижков)    | 11 | 6  | 2 | 3 | 21 | 11 | +10 | 14 |
| 4  | Спарта (Кладно)      | 11 | 7  | 0 | 4 | 27 | 24 | +3  | 14 |
| 5  | Уніон (Жижков)       | 11 | 5  | 4 | 2 | 15 | 10 | +5  | 14 |
| 6  | Славія (Прага)       | 11 | 5  | 1 | 5 | 35 | 17 | +18 | 11 |
| 7  | Кладно               | 11 | 4  | 3 | 4 | 27 | 27 | 0   | 11 |
| 8  | Метеор Виногради     | 11 | 3  | 3 | 5 | 16 | 20 | -4  | 9  |
| 9  | Метеор-VIII (Прага)  | 11 | 3  | 2 | 6 | 18 | 30 | -12 | 8  |
| 10 | Олімпія Прага VII    | 11 | 3  | 1 | 7 | 11 | 18 | -7  | 7  |
| 11 | Краловські Виногради | 11 | 1  | 3 | 7 | 10 | 27 | -17 | 5  |
| 12 | Лібень (Прага)       | 11 | 0  | 2 | 9 | 7  | 42 | -35 | 2  |

| 11.04.1920                                                                                | Славія (Прага)                  | 6:2  | Спарта (Кладно) |  |  |
|                                                                                           | Прошек Коваржович Шроубек Ванік | звіт |                 |  |  |
| Турек — А.Веселий, Нутль — Лоос, Фіхта, Голий — Шквор, Коваржович, Шроубек, Ванік, Прошек |                                 |      |                 |  |  |

| 18.04.1920 | Славія (Прага) | 1:2  | Вікторія (Жижков) |  |  |
| |                | звіт |                   |  |  |
| Славія: Турек — Раценбергер, Нутль — Виранський, Фіхта, Коваржович ІІ — Шквор, Бєлка, Коваржович І, Ванік, Прошек Вікторія: Томс, Стейнер, Шварц, Гдрлічка, Градецький, Плодр, Гавлік, Сейферт, Влк, Колінський, Земан |                |      |                   |  |  |

| 25.04.1920 | Славія (Прага) | 2:2  | Кладно |  |  |
|            |                | звіт |        |  |  |
|            |                |      |        |  |  |

| 2.05.1920 | Спарта (Прага) | 2:0  | Славія (Прага) | Прага                                              |  |
| | Влчек А.Гоєр   | звіт |                | Стадіон: Летна/Спарта Глядачі: 16 000 Суддя: Женяк |  |
| Спарта: Пейр, Гоєр, Поспішил, Коленатий, Фівебр, Седлачек, Янда, Пілат, Влчек, Шпіндлер Славія: Турек— Ратценбергер, Нутль — Голий, Фіхта, К.Коваржович — Заїчек, Бєлка, Янік, Прошек, Шроубек |                |      |                |                                                    |  |

| 16.05.1920                                                                                       | Славія (Прага) | 2:3  | Вршовіце (Прага) |  |  |
|                                                                                                  | Шроубек        | звіт |                  |  |  |
| Турек — Раценбергер, Нутль — Коваржович, Виранський, Голий — Шквор, Бєлка, Янік, Шроубек, Прошек |                |      |                  |  |  |

| 23.05.1920                                                                                         | Славія (Прага)   | 5:2  | Метеор-VIII |  |  |
| | Лоос Шквор Ванік | звіт |             |  |  |
| Полачек — Гайний, Нутль — Коваржович, Виранський, Вальдгегер — Шквор, Лоос, Шроубек, Ванік, Прошек |                  |      |             |  |  |

| 6.06.1920                                                                                       | Славія (Прага) | 0:3  | Уніон (Жижков) |  |  |
|                                                                                                 |                | звіт |                |  |  |
| Ханя, Раценбергер, Нутль, Вальдгегер, Виранський, Голий, Шквор, Лоос, Коваржович, Шолтис, Томан |                |      |                |  |  |

| 4.07.1920                                                                               | Славія (Прага)                       | 9:0  | Лібень |  |  |
|                                                                                         | Коваржович Янік Шроубек Прошек пен.' | звіт |        |  |  |
| Турек, Раценбергер, Нутль, Лоос, Фіхта, Голий, Шквор, Коваржович, Янік, Шроубек, Прошек |                                      |      |        |  |  |

| 1920                                                                                         | Славія (Прага) | 3:0 | Спарта (Кладно) |  |  |
|                                                                                              | ?              |     |                 |  |  |
| Турек — Раценбергер, Нутль — Лоос, Фіхта, Голий — Прошек, К.Коваржович, Янік, Ванік, Шроубек |                |     |                 |  |  |

## Середньочеський кубок
| 1/4 22.08.1920 | Славія (Прага) | 5:1 | Метеор VIII (Прага) |  |  |
|                |                |     |                     |  |  |
|                |                |     |                     |  |  |

| 1/2 17.10.1920 | Славія (Прага) | 0:2 | Вікторія (Жижков)    |               |  |
| |                |     | 13' Земан 81' Гавлік | Глядачі: 9000 |  |
| Славія: Беранек, Янек, Раценбергер, Виранський, Нутль, Коваржович, Валек, Бєлка, Ванік, Чипера, Прошек Вікторія: Клапка, Шварц, Стейнер, Плодр, Градецький, Сейферт, Земан, Горський, Мисік, Шафранек, Гавлік |                |     |                      |               |  |

## Товариські матчі
| 1920 | Славія (Прага) | 1:1. | Вікторія (Жижков) |  |  |
|      |                |      |                   |  |  |
|      |                |      |                   |  |  |

| 8.02.1920                                                                                         | Славія (Прага)            | 4:0  | СК Летна |  |  |
|                                                                                                   | Бєлка Шроубек Раценбергер | звіт |          |  |  |
| Турек, Бенда, Раценбергер, Коваржович, Фіхта, Виранський, Прошек, Ванік, Шроубек, Бєлка, Напрстек |                           |      |          |  |  |

| лютий 1920 | Славія (Прага) | 3:0  | Славой (Жижков) |  |  |
|            | Ванік Бєлка    | звіт |                 |  |  |
|            |                |      |                 |  |  |

| 7.03.1920 | Слован (Відень) | 1:5  | Славія (Прага)                           | Відень                                                       |  |
|           | Пояр 85'        | звіт | 28' Прошек 31' 84' Шроубек 63' 75' Ванік | Стадіон: ВАК-Плац Глядачі: 5000 Суддя: Франц Комар (Австрія) |  |
|           |                 |      |                                          |                                                              |  |

| тм весна 1920 | Серветт (Женева) | 0:4 | Славія (Прага) |  |  |
|               |                  |     |                |  |  |

| тм 16.03.1920 | Барселона                 | 3:2  | Славія (Прага) | Барселона      |  |
| | Алькантара Мартінес Санчо | звіт | ?              | Суддя: Торренс |  |
| Барселона: Самора, Кома, Галісія, Торральба, Санчо, Самітьєр, Сесумага, Жулія, Мартінес, Алькантара, Плаза Славія: Турек, Рацбергер, Вальдгегер, Шроубек, Виранський, Голий, Бєлка, Горкий, Коваржович, Ванік, Прошек |                           |      |                |                |  |

| тм 19.03.1920 | Барселона | 0:0  | Славія (Прага) | Барселона    |  |
| |           | звіт |                | Суддя: Періс |  |
| Барселона: Самора, Кома, Галісія, Торральба, Санчо, Самітьєр, Вільялс, Жулія, Сесумага, Алькантара, Плаза Славія: Турек, Рацбергер, Вальдгегер, Коваржович, Виранський, Голий, Напрстек, Ванік, Ковай, Шроубек, Прошек |           |      |                |              |  |

| тм 21.03.1920 | Барселона                            | 6:0  | Славія (Прага) | Барселона     |  |
| | Алькантара Сесумага Мартінес Віньялс | звіт |                | Суддя: Маріне |  |
| Барселона: Самора, Кома, Галісія, Торральба, Санчо, Самітьєр, Вільялс, Сесумага, Мартінес, Алькантара, Плаза Славія: Турек, Рацбергер, Вальдгегер, Коваржович, Виранський, Голий, Бєлка, Ванік, Ковай, Серачек, Прошек |                                      |      |                |               |  |

| тм весна 1920 | Серветт (Женева) | 1:1 | Славія (Прага) |  |  |
|               |                  |     |                |  |  |

| тм 20-ті березня 1920 | Санкт-Галлен | 1:4 | Славія (Прага)       |  |  |
|                       |              |     | Ванік Прошек Шроубек |  |  |

| травень 1920                                                                                             | Славія (Прага) | 3:0  | Морваська Славія |  |  |
| | Лоос Прошек    | звіт |                  |  |  |
| Ханя — Вальдгегер ІІ, Нутль — Коваржович, Виранський, Вальдгегер І — Шквор, Лоос, Шроубек, Ванік, Прошек |                |      |                  |  |  |

| травень 1920 | Славія (Прага)          | 5:0  | Славой (Жижков) |  |  |
|              | Ванік Лоос Шквор Прошек | звіт |                 |  |  |
|              |                         |      |                 |  |  |

| 11.07.1920                                                                                            | Спарта (Прага)        | 4:0 | Славія (Прага) | Прага                        |  |
| | Пілат Седлачек Шквайн |     |                | Глядачі: 16 200 Суддя: Женяк |  |
| Славія: Турек— Ратценбергер, Р.Вальдгегер — Лоос, Фіхта, Голий — Гусак, Шубрт, Ванік, Шроубек, Прошек |                       |     |                |                              |  |

| ~19.09.1920 | Славія (Прага)    | 7:0  | CR Глубочепи |  |  |
|             | Бєлка Прошек Янік | звіт |              |  |  |

| 27.09.1920 | Колін | 1:1 | Славія (Прага) | Колін |  |
|            |       |     |                |       |  |

| 3.10.1920 | Славія (Прага) | 0:1  | Вікторія (Жижков) |  |  |
| |                | звіт | Земан             |  |  |
| Славія: Беранек, Янік, Раценбергер, Виранський, Нутль, Коваржович, Валек, Бєлка, Ванік, Чипера, Прошек Вікторія: Клапка, Стейнер, Шварц, Плодр, Градецький, Сейферт, Земан, Горський, Влк, Шафранек, Гавлік |                |      |                   |  |  |

| 28.10.1920 | Славія (Прага)    | 2:3  | Вікторія (Жижков)         |  |  |
| | Раценбергер Ванік | звіт | Горський Шафранек Стейнер |  |  |
| Славія: Беранек, Янак, Нутль, Коваржович, Виранський, Чипера, Валек, Раценбергер, Шолтис, Ванік, Шквор Вікторія: Клапка, Стейнер, Тобіш, Гдрлічка, Гайний (Крочеглави), Гавлік, Бребурда, Шафранек, Нємец (Спарта) |                   |      |                           |  |  |

| 1.11.1920                                                                                              | Славія (Прага) | 1:0  | ЧАФК |  |  |
| | Янік           | звіт |      |  |  |
| Славія: Беранек, Раценбергер, Нутль, Коваржович, Виранський, Чипера, Новий, Янік, Шолтис, Ванік, Шквор |                |      |      |  |  |

| 28.11.1920 | Славія (Прага) | 2:1  | Спарта (Прага)/Вікторія (Жижков) | Прага         |  |
| | Ванік Шубрт    | звіт | Шафранек                         | Глядачі: 8000 |  |
| Славія: Беранек, Раценбергер, Нутль, Виранський, Фіхта, Коваржович, Лутовський, Сеєгр, Ванік, Шубрт, Прошек Комбінована команда: Клапка, Гоєр, Стейнер, Плодр, Пешек, Сейферт, Гавлік, Кокоурек, Маца, Шафранек, Шквайн-Мазал |                |      |                                  |               |  |

| 5.12.1920                                                                                             | Славія (Прага)           | 12:0 | Німецька XI |  |  |
| | Шубрт Ванік Прошек Шквор | звіт |             |  |  |
| Славія: Беранек, Раценбергер, Нутль, Виранський, Фіхта, Лоос, Лутовський, Шубрт, Ванік, Шквор, Прошек |                          |      |             |  |  |

| ~12.12.1920                                                                                            | Славія (Прага) | 2:1  | Нусельський СК |  |  |
| | Сеєгр          | звіт |                |  |  |
| Славія: Беранек, Раценбергер, Нутль, Виранський, Фіхта, Коваржович, Шквор, Сеєгр, Ванік, Шубрт, Прошек |                |      |                |  |  |

## Виступи за збірні
Влітку збірна Чехословаччини взяла участь в Олімпійських іграх, що проходили в Антверпені. Команда дійшла до фіналу турніру, але не отримала медалей, бо залишила поле у фінальному матчі наприкінці першого тайму в знак протесту проти несправедливого суддівства. Команда отримала дискваліфікацію. «Славію» на іграх представляв Ян Ванік. В деяких варіантах заявки на турнір фігурують Прошек, Шроубек і Раценбергер, але на поле вони не виходили. Раценбергера обрали чехословацькі представники на роль бокового арбітра в півфінальному матчі проти Франції (4:1), але на 60-й хвилині головний арбітр матчу Муттерс з Бельгії замінив його на свого співвітчизника через упереджене суддівство.
- 1/8. Чехословаччина — Югославія — 7:0 (Ванік забив три голи)
- 1/4. Чехословаччина — Норвегія — 4:0 (Ванік забив гол)
- 1/2. Чехословаччина — Франція — 4:1
- Фінал. Чехословаччина — Бельгія — 0:2 (матч перерваний на 39-й хвилині)